# Cēsis kommun
Cēsu novads är en kommun i Lettland. Den ligger i den centrala delen av landet, 90 km öster om huvudstaden Riga. Antalet invånare är 58 890. Arean är 172 kvadratkilometer.
Följande samhällen finns i Cēsu novads:
- Cēsis
- Nītaure